# Мирмон, Роже
Роже Жан Мирмон (фр. Roger Jean Miremont; род. 3 июля 1946, Бордо) — французский актёр кино и театра.

## Биография
Дебютировал на экране в начале 70-х под именем Roger Mirmont, исполнив роль Мольера в мини-сериале Марселя Камю «Мольер плачет и смеётся»,
«Приключения Задига» с Жераром Депардьё в главной роли и танцовщик Роже в «Весёлой поездке» Жерара Верже. За ними последовали «Каждому свой ад» Андре Кайата и «Война полиций» Робина Дэвиса.
В 1977—1978 годах он играл главную роль на сцене Théâtre des Variétés в мюзикле Féfé de Broadway Жана Пуаре с Жаклин Майан и Мишелем Ру, адаптации пьесы Расина «Федра».
В 1990-е годы он снялся в многочисленных телевизионных проектах (наиболее популярны «Счастье других» с Клод Жад, «Любовницы моего мужа» с Мари-Кристин Барро). Он вернулся в большое кино в 2002 году, сыграв в «Тайных страстях» Бриссо, а в 2005-м в «Рисуй или занимайся любовью» братьев Ларьё. При этом актёр продолжил выступление и на театральных подмостках.
В 2003 году он вернулся к оригинальному написанию имени Miremont в титрах.

### Личная жизнь
На съёмках фильма «Дочь Америки» Роже познакомился с американской актрисой и модeлью Пэтти Д’Арбанвилл, игравшей там главную роль. Они поженились, но их брак не продлился долго, завершившись в 1980 году.

## Избранная фильмография
- Приключения Задига (ТВ, 1970)
- Берегите глаза! (1975)
- Каждому свой ад (1976) — сотрудник полиции
- Глупый, но дисциплинированный (1979) — инспектор # 1
- Нежности (1978) — Антуан
- Оставь мне сны (1979) — Боб
- Ошибка за ошибкой (1981) — G.
- Чужой кровью (1984) — Марсель
- Саррауния (1986) — лейтенант Жаллан
- Бержерак (телесериал, 1991) — Ален Николе
- Патриоты (1993) — друг Лоуренса
- Жюли Леско (телесериал, 1993) — Маттиас
- Школьный учитель (телесериал, 1996) — Пельтье
- Тайные страсти (2002) — Делакруа
- Нестор Бурма (телесериал, 2003) — комиссар Галло
- Рисуй или занимайся любовью (2005) — Роже
- Людовик XVI – человек, который не хотел быть королём (ТВ, 2011) — Аббат де Вери
- Служба расследований (телесериал, 2012) — Гюстав Лебрис

## Награды и номинации
- 1990: Премия Мольера за лучшую комедийную роль («Селестина») — номинация